# Wielki Mike
Wielki Mike (ang. The Blind Side, 2009) – amerykański biograficzny dramat sportowy w reżyserii i według scenariusza autorstwa Johna Lee Hancocka. Scenariusz filmu oparto na książce The Blind Side: Evolution of a Game pióra Michaela Lewisa z 2006 roku.
Film nominowany do Oscara w kategorii najlepszego filmu roku. Nagrodę Oscara otrzymała za rolę w filmie Sandra Bullock, która wcieliła się w postać Leigh Anne Tuohy.
Film opowiada historię Michaela Ohera, czarnoskórego chłopca, który pochodzi z ubogiej rodziny. Fabuła filmu skupia się na pobycie Ohera w Wingate Christian School, gdzie grał w drużynie futbolowej, oraz na adopcji przez zamożną rodzinę Tuohy, która otacza Michaela opieką i wsparciem. W przyszłości Michael staje się graczem Baltimore Ravens w NFL.

## Obsada
- Sandra Bullock jako Leigh Anne Tuohy
- Tim McGraw jako Sean Tuohy
- Kathy Bates jako panna Sue
- Quinton Aaron jako Michael Oher
- Lily Collins jako Collins Tuohy
- Jae Head jako Sean „S.J.” Tuohy Jr.
- Ray McKinnon jako trener Cotton
- Kim Dickens jako pani Boswell
- Adriane Lenox jako Denise Oher
- Catherine Dyer jako pani Smith

i inni

## Nagrody i nominacje
Oscary 2010
- najlepsza aktorka pierwszoplanowa − Sandra Bullock
- nominacja: najlepszy film − Gil Netter, Andrew A. Kosove i Broderick Johnson

Złote Globy 2009
- najlepsza aktorka w filmie dramatycznym − Sandra Bullock

Nagroda Gildii Aktorów Filmowych 2009
- najlepsza aktorka pierwszoplanowa − Sandra Bullock